# Arizela
Arizela là một chi bướm đêm thuộc họ Geometridae.